# فاسيليفكا
فاسيليفكا (Василівка) هي مدينة في مقاطعة زابوريزكا في أوكرانيا.
يبلغ عدد سكانها حوالي 14331 نسمة.

## معرض صور

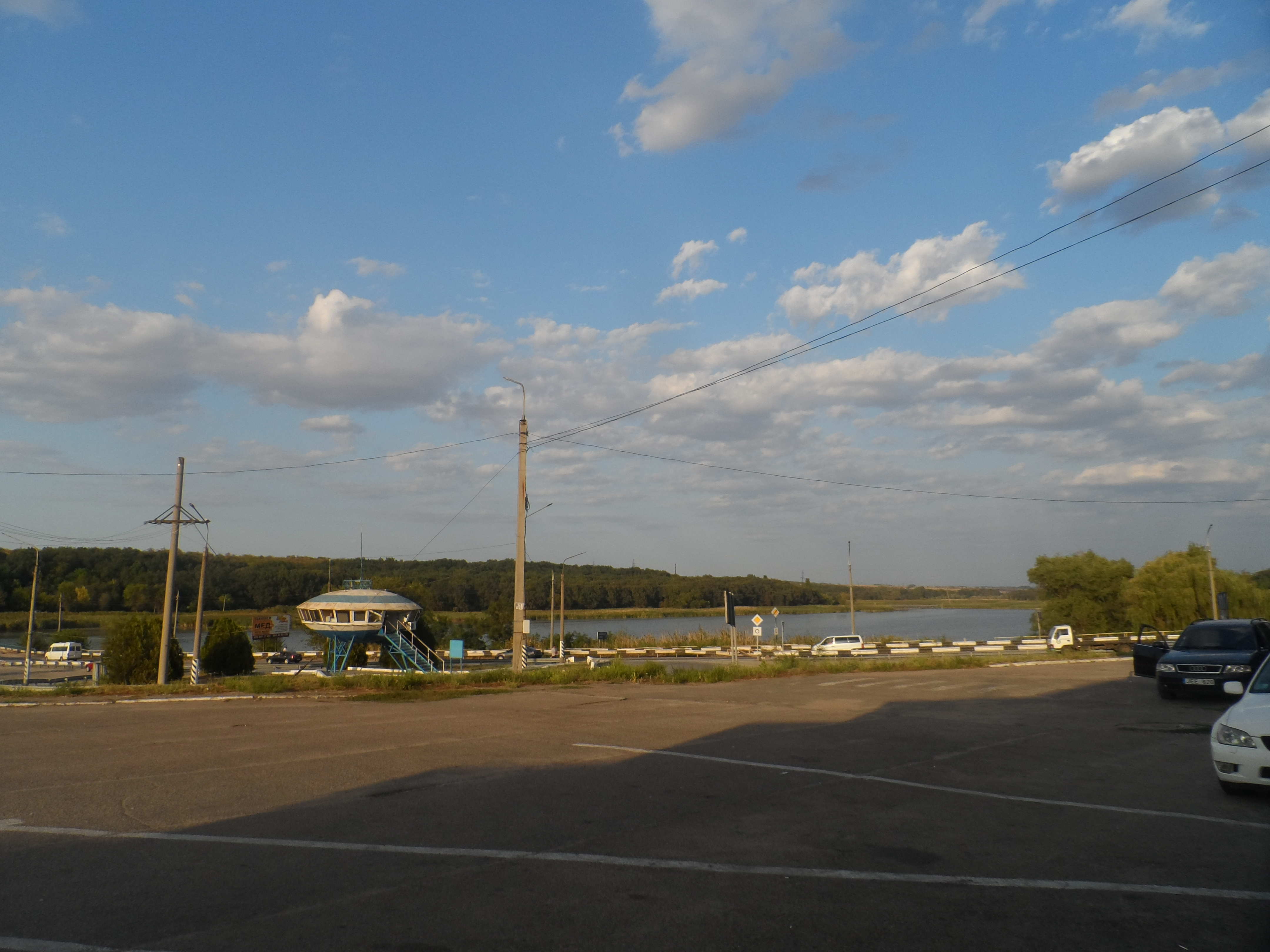
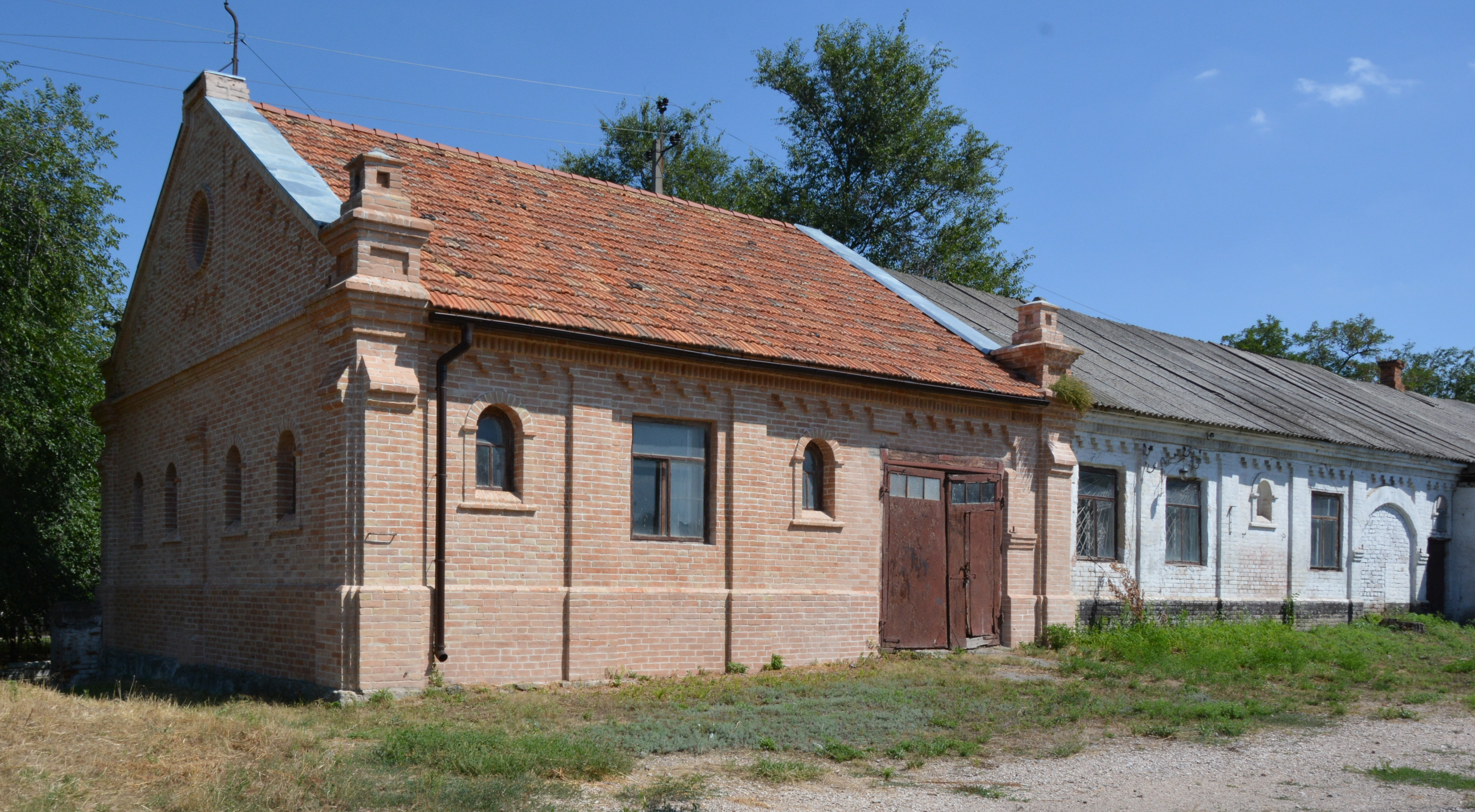
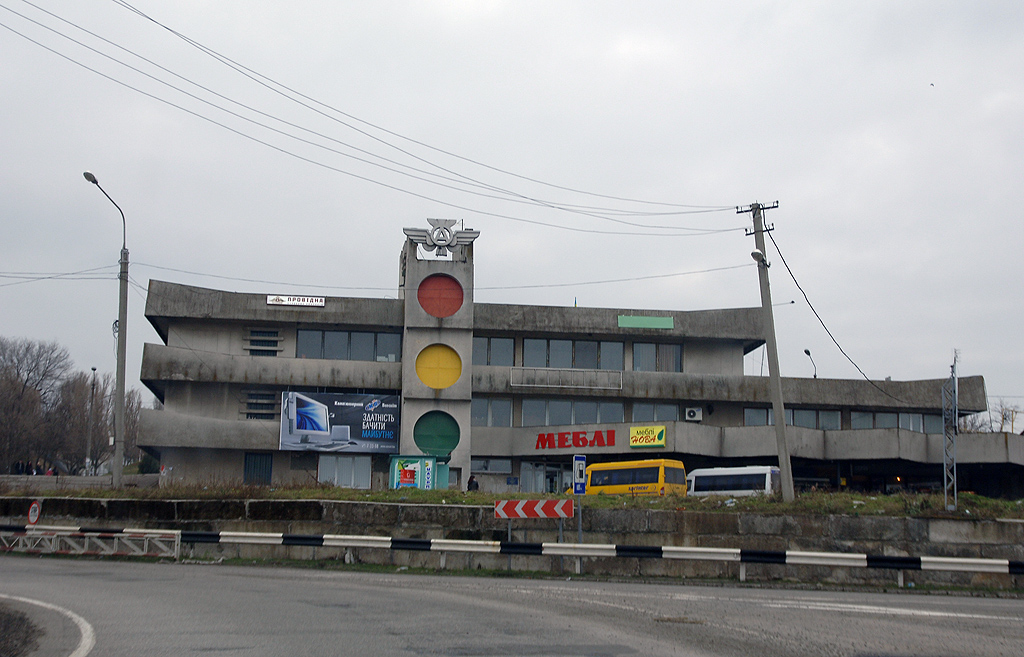
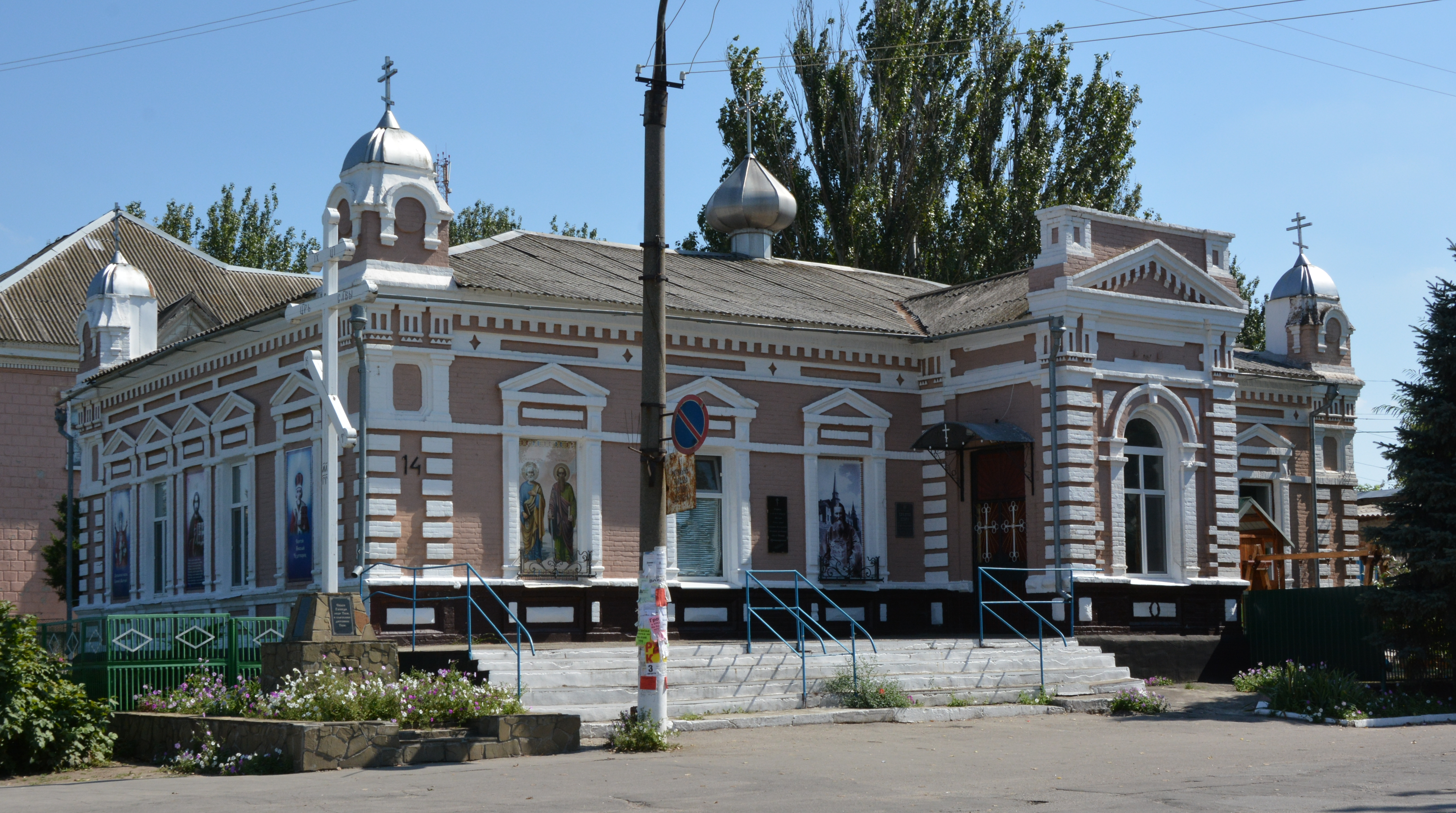
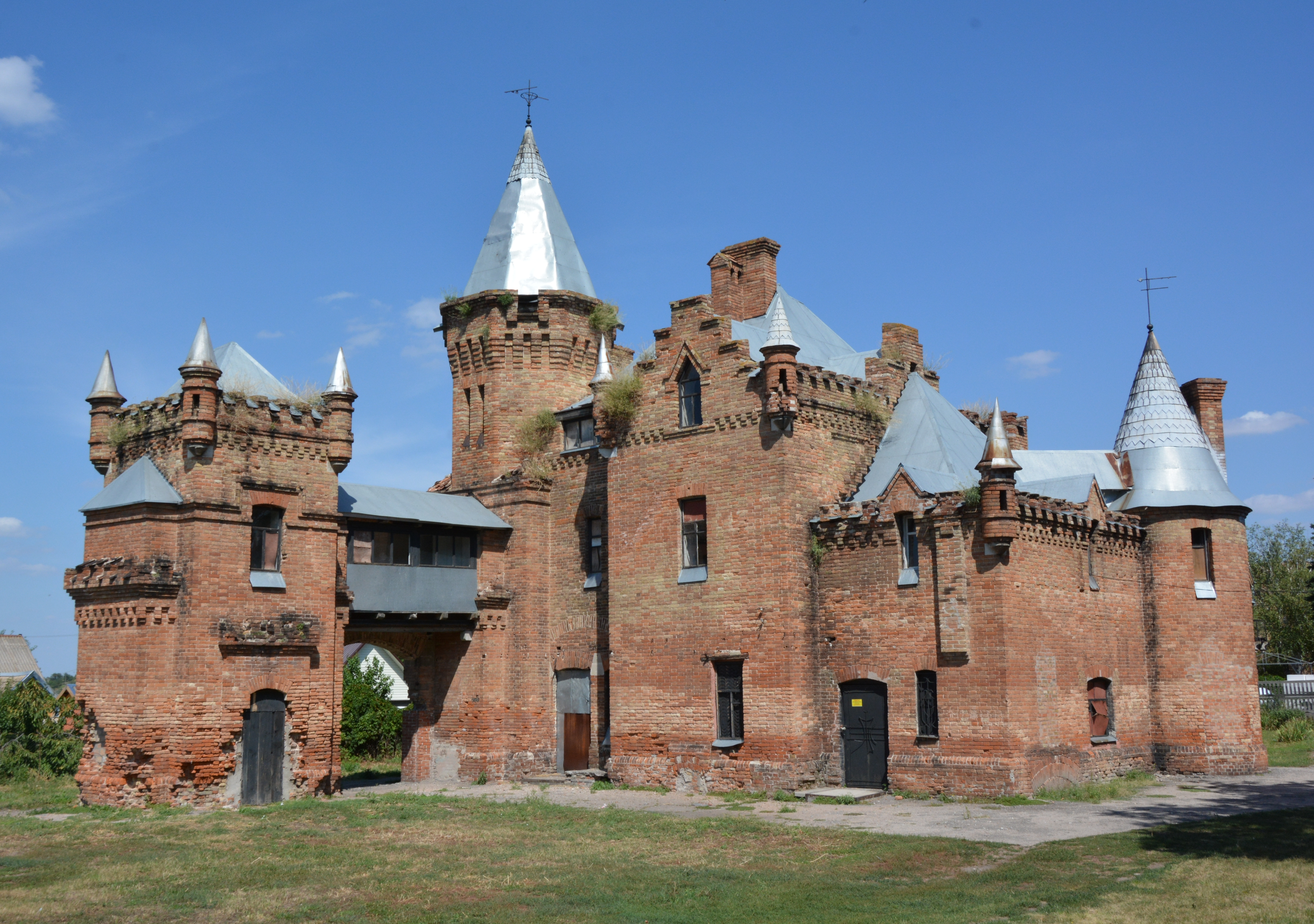